# Macrostylophora nandanensis
Macrostylophora nandanensis är en loppart som beskrevs av Li Kueichen, Zeng Fanzhen et Zeng Yachun 1987. Macrostylophora nandanensis ingår i släktet Macrostylophora och familjen fågelloppor. Inga underarter finns listade i Catalogue of Life.